# فوردبریج
longitudeفوردبریجlatitudeفوردبریج
فوردبریج (به انگلیسی: Fordbridge) یک روستا در بریتانیا است که در میدلند غربی واقع شده‌است.

## خصوصیات
فوردبریج ۸٬۷۴۸ نفر جمعیت دارد.